# História meteorológica do furacão Katrina

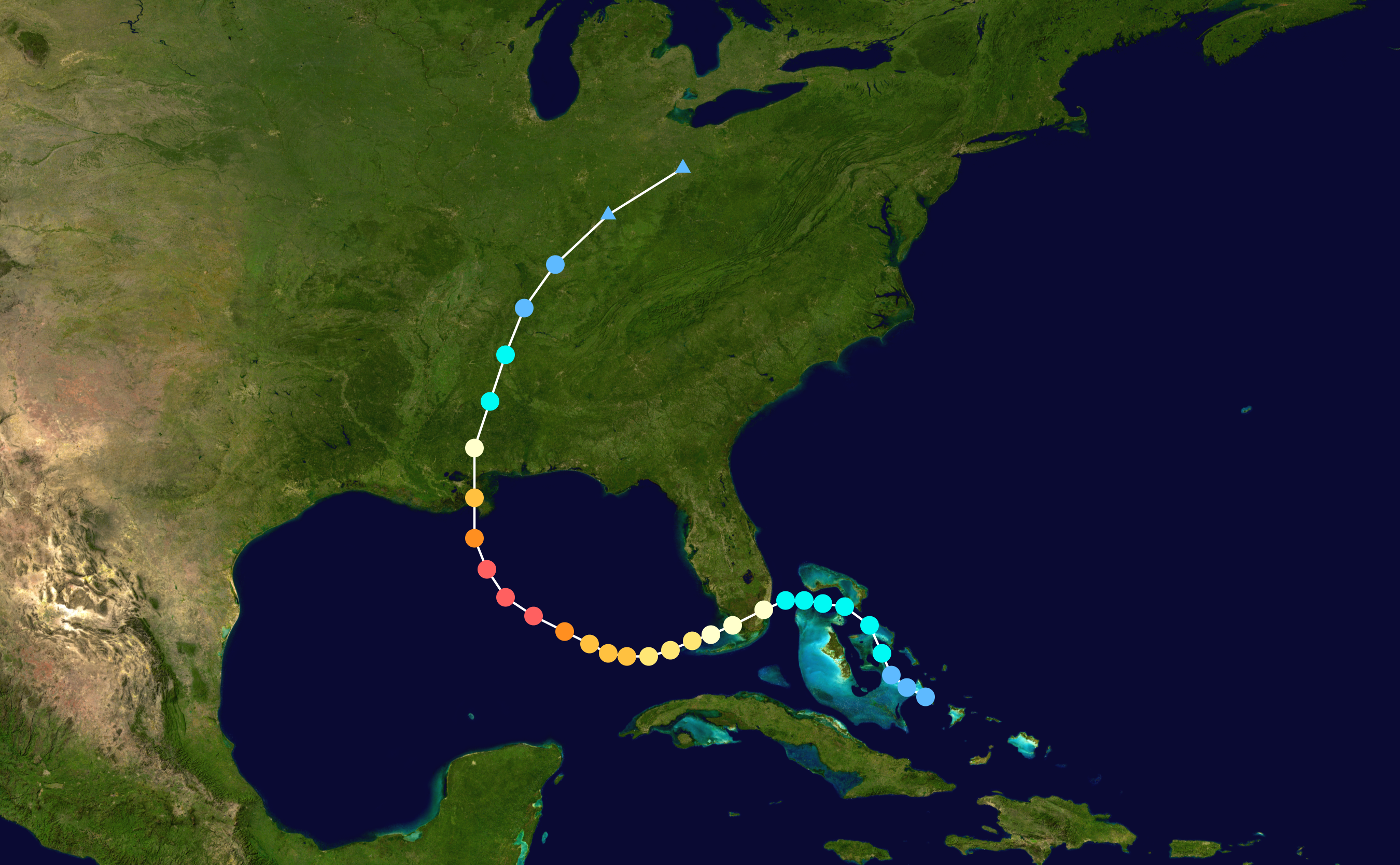
Trajetória do furacão Katrina.

A história meteorológica do furacão Katrina, um furacão de categoria 5 extremamente destrutivo, teve início em 23 de agosto de 2005, quando ele surgiu a partir de uma depressão tropical próximo às Bahamas. No dia seguinte, a depressão se fortaleceu, tornou-se uma tempestade tropical e recebeu o nome de "Katrina". O fenômeno ainda teve tempo de ganhar mais força, a ponto de receber o status de furacão, antes de chegar à Flórida no dia 25 de agosto. A tempestade atravessou a parte sul da península da Flórida e chegou ao Golfo do México.
Depois dessa primeira passagem sobre o território dos Estados Unidos, Katrina regrediu para uma tempestade tropical. No entanto, as águas quentes do Golfo do México permitiram que ele se intensificasse novamente para se tornar o sexto mais forte furacão do Atlântico já registrado. Em 29 de agosto, Katrina "desembarcou" novamente em solo americano, próximo de Buras-Triumph, na Luisiana, agora como furacão de categoria 3. Horas depois, chegou mais uma vez em terra firme perto da fronteira do Mississippi com a Luisiana. Katrina então seguiu para o norte através dos Estados Unidos Centrais e atingiu a região dos Grandes Lagos quando foi absorvido por uma frente fria e finalmente se dissipou.

## Formação
O furacão Katrina formou-se a partir da depressão tropical Doze que se originou sobre o sudeste das Bahamas às 17h00 no horário local (21h00 UTC), do dia 23 de agosto de 2005. A depressão Doze, por sua vez, foi constituída parcialmente a partir de restos da Depressão tropical Dez, que havia se dissipado devido aos efeitos de um intenso cavado troposférico perto dela. Os critérios utilizados para a numeração de depressões tropicais no Atlântico estabelecem que o antigo nome ou número seja mantido quando uma depressão se dissipa e se regenera novamente, mas dados de satélite indicavam que uma segunda onda tropical combinou-se com o que sobrou da depressão tropical Dez, no norte de Porto Rico, para formar um sistema novo e muito mais avançado, que foi então designado como depressão tropical Doze. Ao mesmo tempo, a depressão na troposfera superior se enfraqueceu, fazendo com que o cisalhamento do vento na área diminuísse, permitindo assim que uma nova depressão tropical se desenvolvesse. Em uma nova análise feita posteriormente, foi determinado que uma circulação de baixo nível na depressão Dez estava completamente desprendida e dissipada, com apenas a circulação remanescente de nível médio se movendo e se fundindo com uma segunda onda tropical. Por conta disso, os critérios para manter o mesmo nome e identidade não foram atendidos.

## Passagem pela Flórida

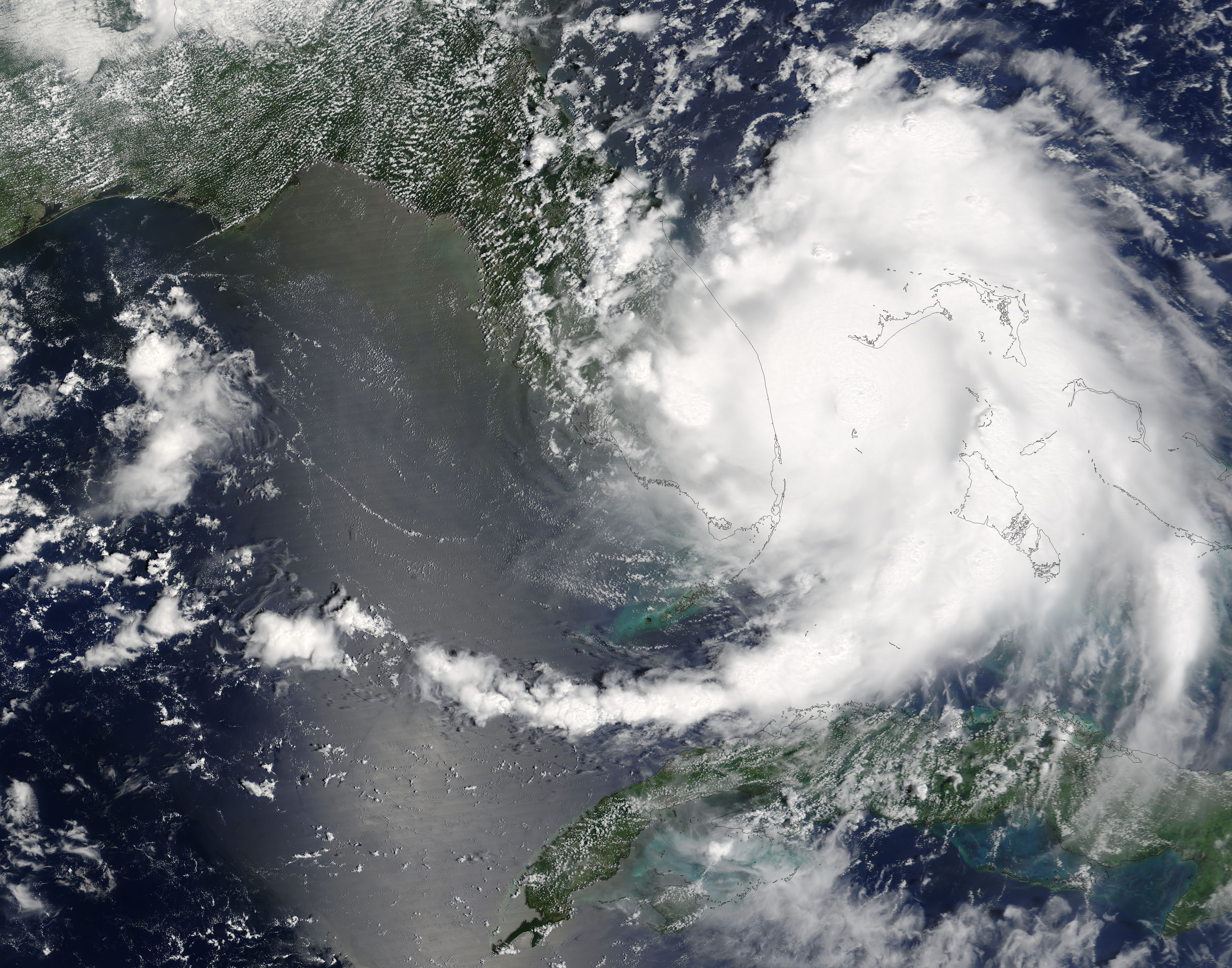
Katrina chega à Flórida

Como as condições atmosféricas em torno da depressão tropical Doze eram favoráveis para a sua ciclogênese tropical, o sistema começou a se intensificar e foi elevado ao status de tempestade tropical na manhã de 24 de agosto, ao mesmo tempo em que recebeu o nome "Katrina". Uma explosão de convecção permitiu que Katrina ganhasse ainda mais força e se tornasse o quinto furacão da temporada de 2005 no Atlântico em 25 de agosto, apenas duas horas antes de chegar em solo norte-americano por volta das 18h30 no horário local (22h30 UTC) entre Hallandale Beach e Aventura, na Flórida. Katrina atingiu a península com ventos de 130 km/h, e naquela altura possuía um olho com estrutura bem definida, vista pelo radar meteorológico NEXRAD, e que se manteve intacta ao longo de sua passagem na Flórida. A tempestade se enfraqueceu sobre a terra em 26 de agosto e foi rebaixada a tempestade tropical, mas recuperou sua força para ganhar novamente o status de furacão às 2 horas da manhã (06h00 UTC), cerca de uma hora após o término de sua passagem pela Flórida e entrada no Golfo do México. Partes do arquipélago de Florida Keys sofreram com ventos de tempestade tropical por todo o dia 26 de agosto, e as ilhas Dry Tortugas enfrentaram ventos com força de furacão por algumas horas.

## No golfo do México

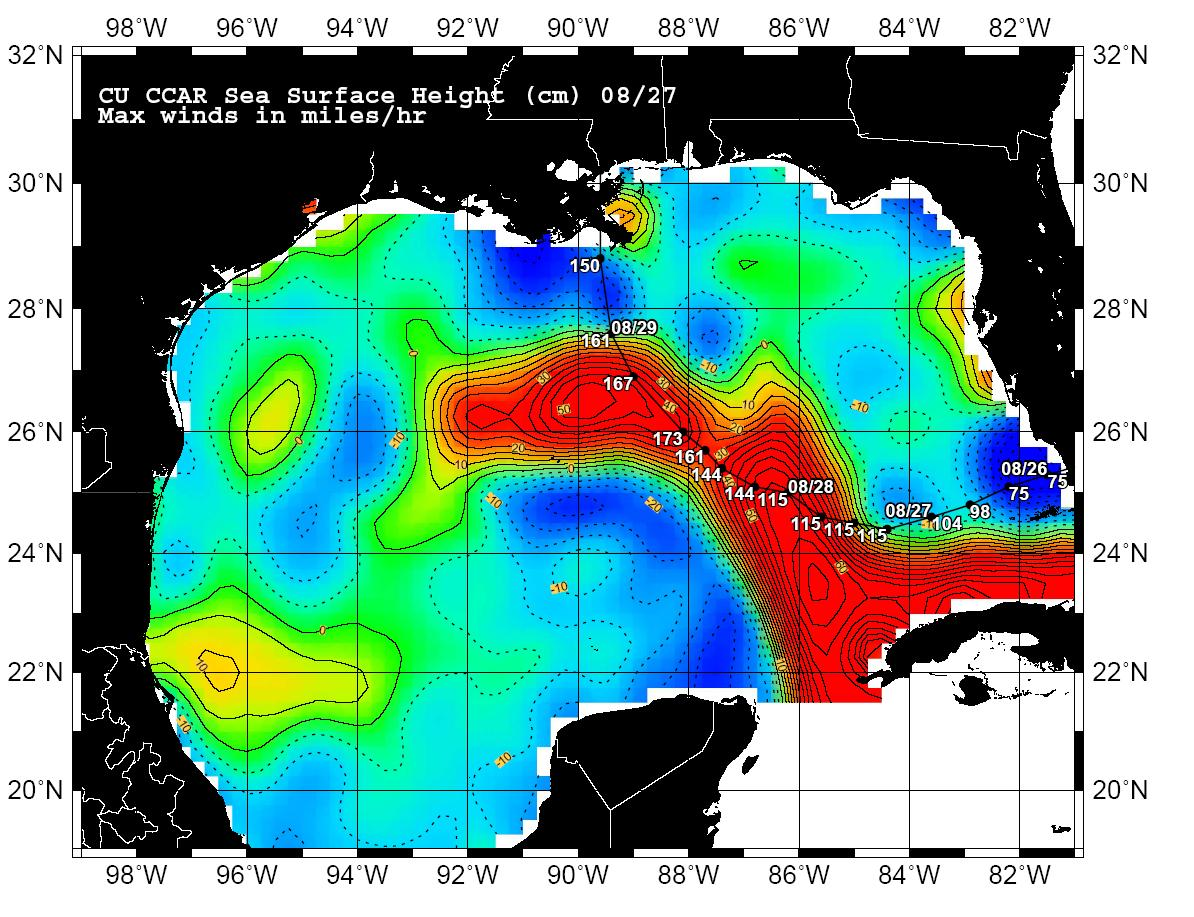
No golfo do México, a trajetória de Katrina acompanha a faixa de água do mar aquecida (em vermelho)

As previsões iniciais do Centro Nacional de Furacões dos Estados Unidos apontavam que Katrina, após ter deixado a península da Flórida, iria mudar sua rota e seguir em direção norte, chocando-se contra o Panhandle do mesmo estado, dentro de três ou quatro dias, no máximo. Mas ao invés disso, Katrina continuou a percorrer uma faixa oeste e oeste-sudoeste, o que acabou deslocando a previsão do seu ponto de reentrada em solo americano um pouco mais para o oeste, exatamente sobre a cidade de Nova Orleans; o que realmente aconteceu.
Imediatamente após a entrada do fenômeno no golfo do México, o baixo cisalhamento do vento, o bom fluxo de nível superior e a temperatura da superfície do mar elevada naquela área, fizeram com que Katrina se intensificasse rapidamente. Em 27 de agosto, a intensidade do fenômeno foi atualizada para a categoria 3, tornando-o assim o terceiro maior furacão da temporada. Um ciclo de substituição da parede do olho interrompeu a intensificação dos ventos máximos por cerca de 18 horas, mas quase dobrou o raio da tempestade. Um segundo período de rápida intensificação iniciou-se por volta das 19h00 CDT de 27 de agosto, e às 12h40 CDT do dia seguinte, Katrina foi promovido a um furacão de categoria 4, com ventos máximos sustentados de 233 km/h. Logo depois o fenômeno tornou-se um furacão de categoria 5 (o primeiro deste nível no Golfo do México desde a passagem do furacão Allen 25 anos antes) às 07h00 CDT, 12 horas após o início da segunda rodada de rápida intensificação, e alcançou seu pico de intensidade por voltas das 13h00 CDT com ventos máximos sustentados de 280 km/h, rajadas de até 344 km/h e uma pressão central de 902 mbar (26,64 inHg). Esse valor baixo de pressão fez de Katrina o quarto mais intenso furacão do Atlântico já registrado (os furacões Rita e Wilma viriam a superar Katrina naquele mesmo ano). Enquanto o furacão se aproximava de Nova Orleans, o Serviço de Previsão do Tempo em Slidell, Luisiana, divulgou dois alertas de perigo com palavras fortes a respeito da tempestade.

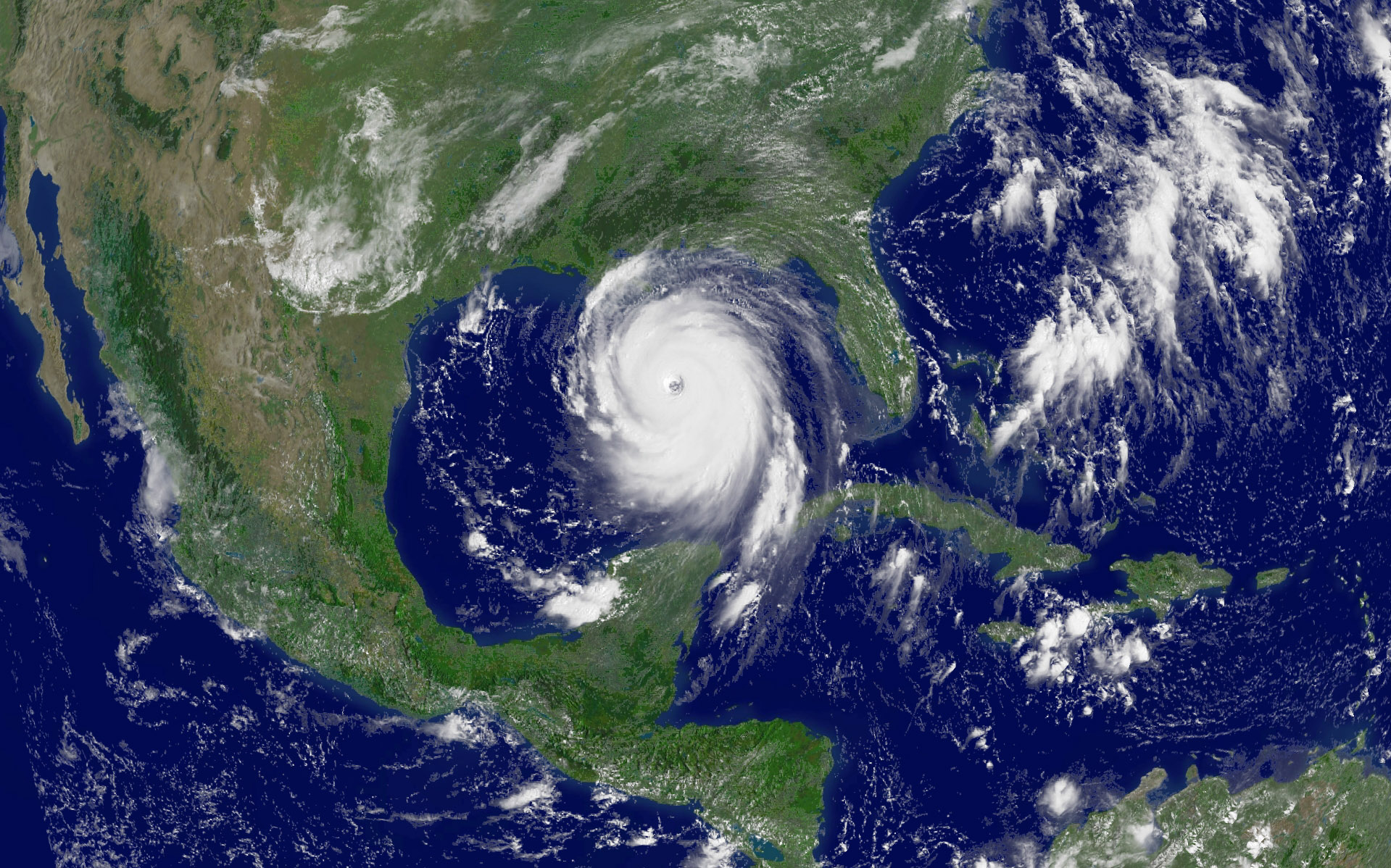
Katrina sobre o Golfo do México

Na tarde de 28 de agosto, a tempestade já era grande o suficiente para que algumas áreas da costa do Golfo sofressem com a força de ventos de tempestade tropical. O centro do furacão Katrina estava a cerca de 290 km da foz do rio Mississippi, mas a força dos ventos de tempestade tropical se estendiam a 370 km do centro do fenômeno e os ventos com intensidade de furacão chegavam a 170 km de distância. Durante a noite 29 de agosto, e na manhã do dia seguinte, Katrina enfraqueceu-se rapidamente (no que se refere a seus ventos máximos) e começou a entrar em outro ciclo de substituição da parede do olho. A parede do olho interna se deteriorou antes que uma parede externa do olho estivesse totalmente formada, detalhe que desempenhou um papel importante no enfraquecimento do fenômeno. Em 18 horas, os ventos máximos sustentados do furacão diminuíram de 280 para 205 km/h. No entanto, a tempestade manteve-se com potencial destrutivo quando chegou em terra firme porque as ondas enormes, superiores a 9,1 m de altura, foram formadas com antecedência (uma das boias chegou a registrar uma onda de 16,7 m no mar), quando Katrina estava nas categorias 4 e 5 na escala de Furacões de Saffir-Simpson. As ondas, em seguida, se combinaram com a tempestade do furacão de categoria 3 e causaram inúmeros prejuízos.

## Chegada na Luisiana e avanço para o interior
Katrina "desembarcou" pela segunda vez em solo americano às 06h10 CDT de 29 de agosto numa região próxima a Buras-Triumph, no estado da Luisiana. Naquele momento, o sistema tinha ventos contínuos de 205 km/h, o que o qualificava como furacão de categoria 3. Apesar disso, acredita-se que o litoral tenha sofrido com ventos de furacão de categoria 4 enquanto o olho ainda estava sobre a água, já que Katrina tinha acabado de ser rebaixado de categoria e também devido à forma geográfica da região costeira. Na chegada à terra, a força dos ventos de furacão se estendiam por 190 km a partir de seu centro, a pressão da tempestade estava em 920 mbar (27,17 inHg) e sua velocidade de avanço era de 24 km/h.  A pressão mínima de 920 mbar nesse segundo "desembarque", fez de Katrina o terceiro mais forte furacão já registrado a entrar nos Estados Unidos. Como ele fez seu trajeto até a costa leste da Luisiana, a maioria das áreas habitadas em Plaquemines, St. Bernard e Slidell (cidade da paróquia de St. Tammany) sofreram sérios danos causados pelo temporal e os fortes ventos da parede do olho, que também acometiam o leste de Nova Orleans, gerando mais de 1 bilhão de dólares em prejuízos para a cidade.
As estimativas iniciais apontavam que Katrina faria esta segunda entrada em solo americano como furacão de categoria 4, com ventos de 220 km/h. No entanto, como descrito acima, a tempestade se enfraqueceu para a categoria 3 antes de chegar em terra firme. As razões para essa perda de força ainda não foram totalmente compreendidas. Mas sabe-se que enquanto ocorria o ciclo de substituição da parede do olho, outros fatores podem ter atuado no enfraquecimento do furacão, dentre eles: um pequeno aumento no cisalhamento do vento, a diminuição da temperatura da superfície do mar, o ar seco no semicírculo oeste da tempestade e a interação com a massa continental. Este processo seguiu uma tendência observada em ciclones anteriores que se formaram sobre o Golfo do México: todos os que tiveram pressões centrais mínimas de 973 mbar (28,73 inHg) ou menos, se enfraqueceram ao longo das 12 horas que precederam sua chegada à costa do Golfo nos Estados Unidos.

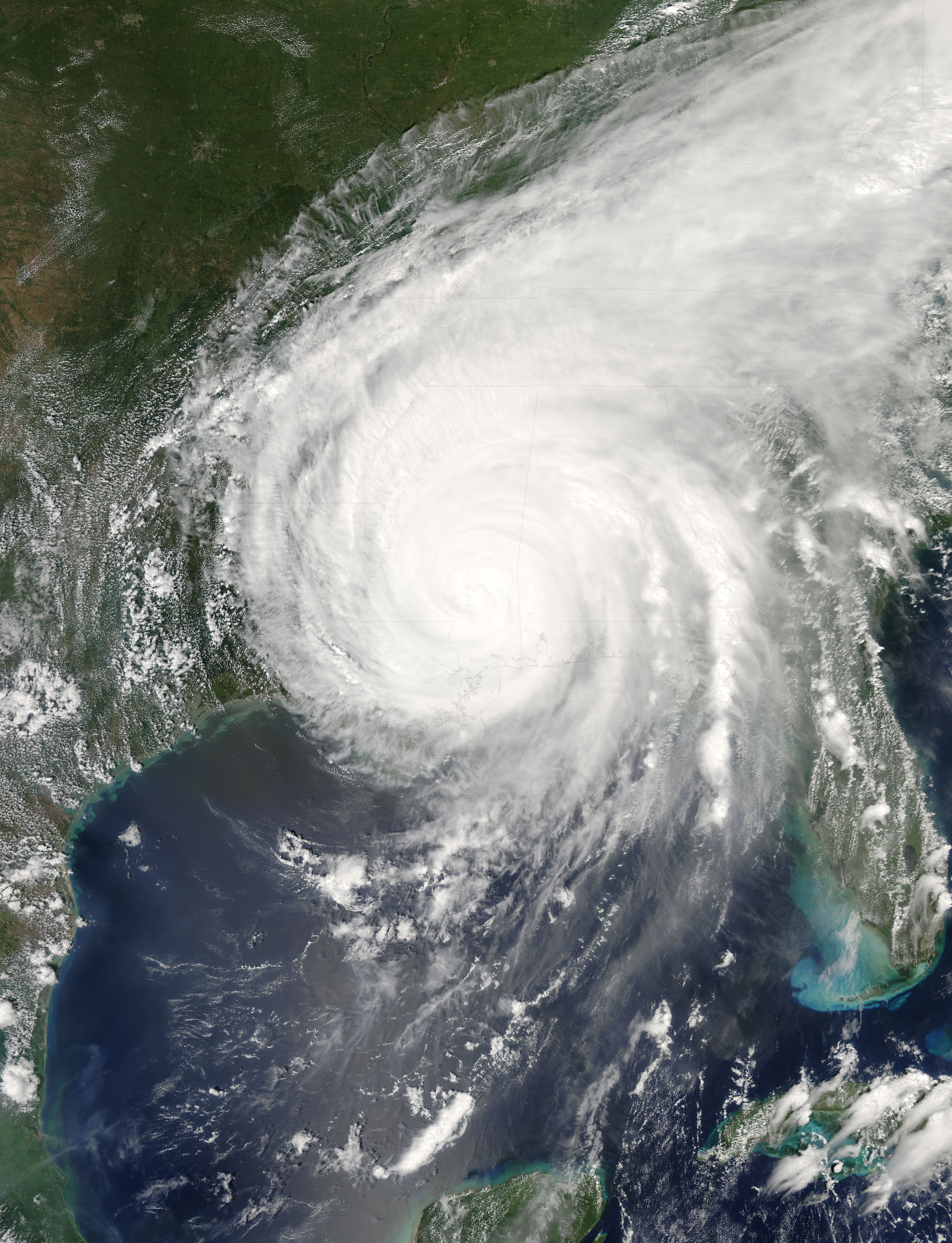
O furacão penetra em solo americano pela terceira vez

Algumas horas mais tarde, após um pequeno enfraquecimento, Katrina tocou pela terceira vez a terra próximo à fronteira da Luisiana com o Mississippi, agora com ventos de 195 km/h e pressão de 928 mbar (27,37 inHg), e ainda como um furacão de categoria 3. Em função do enorme tamanho da tempestade, de seu olho altamente destrutivo e dos fortes ventos no quadrante nordeste do furacão, houve a formação de uma grande maré ciclônica que inundou toda a costa do Golfo no estado do Mississippi, incluindo as cidades de Waveland, Bay St. Louis, Pass Christian, Long Beach, Gulfport, Biloxi, Ocean Springs, Gautier e Pascagoula, e, no Alabama, Bayou La Batre. As ondas atingiram um pico de 8,5 m em Bay St. Louis, Mississippi, e 4 m em Mobile, Alabama, estado que sofreu sua pior tempestade desde 1917. As inundações foram particularmente destrutivas devido à hidrologia da região, o tamanho gigantesco do furacão e o fato de que ele só foi se enfraquecer pouco tempo antes de atingir o litoral. Como Katrina se moveu dentro do território americano diagonalmente sobre o Mississippi, seus ventos fortes causaram prejuízos em praticamente todo o estado.

## Dissipação
Katrina manteve-se com força de furacão enquanto passava sobre o Mississippi, mas enfraqueceu-se depois, perdendo esse status a 240 km do litoral, próximo à cidade de Meridian. Foi rebaixado para depressão tropical perto Clarksville, no Tennessee, e se dividiu ao meio. Metade dele continuou a trajetória em direção norte, afetando os Estados Unidos Centrais ao longo do caminho. Katrina perdeu sua identidade enquanto passava a leste da região dos Grandes Lagos em 31 de agosto. Naquele dia, o fenômeno foi absorvido por uma frente fria e tornou-se uma poderosa tempestade extratropical de baixa pressão, provocando 50 a 170 mm de chuva em 12 horas, bem como rajadas de vento de 50 a 98 km/h no sudeste do Quebec e no norte de Nova Brunswick, no Canadá. Nas regiões de Saguenay e Côte-Nord, a chuva causou avarias em estradas. Côte-Nord ficou isolada do resto do Quebec por pelo menos uma semana. Às 23h00 EDT de 31 de agosto, o centro do remanescente de baixa pressão do que foi o Katrina havia sido completamente absorvido por uma frente fria no sudeste do Canadá. Antes disso, a outra metade do Katrina havia atingido a parte oriental dos Apalaches, levando a formação de tornados da região central da Geórgia até a Pensilvânia, matando duas pessoas e causando milhões de dólares em danos adicionais.